# کیم سوک جین
این یک نام کره‌ای است؛ نام خانوادگی کیم است.
کیم سوک جین (به کره‌ای: 김석진؛ زادهٔ ۴ دسامبر ۱۹۹۲) که با نام هنری جین (به انگلیسی: Jin) شناخته می‌شود، خواننده و ترانه‌سرای اهل کره جنوبی و از ژوئن ۲۰۱۳، عضو گروه پسرانهٔ کره‌ای بی‌تی‌اس است.

## اوایل زندگی و تحصیلات
کیم سوک جین در ۴ دسامبر ۱۹۹۲، در شهر گواچون استان گیونگی-دو کرهٔ جنوبی متولد شد. خانوادهٔ وی شامل مادر، پدر و یک برادر بزرگتر است.
هنگامی‌که مشغول تحصیل در دبیرستان بود، توسط اس.ام. انترتینمنت کشف شد ولی این پیشنهاد را رد کرد. سوک جین در ابتدا قصد داشت بازیگر شود و در دانشگاه کنکوک در رشتهٔ هنر و بازیگری شروع به تحصیل کرد و در ۲۲ فوریهٔ ۲۰۱۷ فارغ‌التحصیل شد. او جهت ادامهٔ تحصیلات تکمیلی، در رشته‌ای غیر از موسیقی وارد دانشگاه هانیانگ شد.

## حرفه

### ۲۰۱۳ تاکنون: بی‌تی‌اس
کیم سوک جین توسط بیگ هیت به دلیل ظاهرش هنگام قدم زدن در خیابان مورد توجه قرار گرفت. در آن زمان کیم سوک‌جین در حال تحصیل در رشته بازیگری بود و سابقه موسیقی نداشت. او قبل از اینکه یک کارآموز آیدل شود، برای بیگ هیت به عنوان بازیگر تست داد. در ۱۳ ژوئن ۲۰۱۳، کیم سوک جین با آلبوم اول، خیلی خفن برای مدرسه اولین بار به عنوان یکی از چهار خواننده در بی‌تی‌اس فعالیت کرد. کیم اولین تک نوازی خود را که یک تک آهنگ از آلبوم بالها با عنوان «بیداری» بود، در سال ۲۰۱۶ منتشر کرد. این آهنگ در جدول موسیقی گائون در رتبه ۳۱ و در جدول تک آهنگ‌های دیجیتال بیلبورد به مقام شش رسید. در دسامبر ۲۰۱۶، او نسخه کریسمس «بیداری» را در ساوند کلود منتشر کرد.
در ۹ اوت ۲۰۱۸، دومین تک نوازی مشترک کیم سوک جین «تجلی»، به عنوان پیش پرده آلبوم تلفیقی عاشق خودت باش: پاسخ منتشر شد. این ترانه توسط بیلبورد به عنوان «ساخت ملودی پاپ راک» توصیف شد و شامل شعرهایی در مورد پذیرش خود و عشق به خود است. نسخه کامل این آهنگ سرانجام به عنوان تراک در عاشق خودت باش:پاسخ منتشر شد، در رتبه ۳۰ جدول موسیقی گائون و چهار در نمودار تک آهنگ‌های دیجیتال بیلبورد قرار گرفت. در ماه اکتبر، او توسط رئیس‌جمهور کره جنوبی، مون جه این، به همراه سایر اعضای گروه، نشان درجه پنج فرهنگ هوگوان را دریافت کرد.
او سومین آهنگ انفرادی خود «ماه» را با بی‌تی‌اس در آلبوم استودیویی نقشه روح:۷ منتشر کرد. «ماه» در جدول یک نمودار دیجیتال گائون شماره دو و در جدول تک آهنگ‌های دیجیتال جهانی بیلبورد به مقام اول رسید.

### فعالیت‌های انفرادی: ۲۰۱۵ تا کنون
کیم سوک جین با کیم ته-هیونگ (وی) عضو بی‌تی‌اس در آهنگ «قطعاً تویی» همکاری کرد، که به عنوان بخشی از موسیقی متن اصلی هوارانگ کی‌بی‌اس۲ منتشر شد.
او همچنین به جونگ_کوک عضو بی‌تی‌اس پیوست تا آواز و انتشار نسخه دیگری از «خیلی دور»، آهنگی از آگوست دی با نام مستعار شوگا، عضو بی‌تی‌اس را منتشر کند.
او چندین بار به عنوان مجری برنامه‌های نشان دادن جایزه موسیقی کره ای، از جمله موزیک بنک و اینکیگایو، حضور داشته‌است.
در تاریخ ۴ ژوئن ۲۰۱۹، کیم سوک جین اولین آهنگ مستقل خود «امشب» را به عنوان بخشی از بی‌تی‌اس فستا ۲۰۱۹ منتشر کرد، رویدادی که سالانه به مناسبت سالگرد دبیو بی‌تی‌اس برگزار می‌شود. آهنگ توسط کیم سوک جین در کنار تهیه‌کنندگان رکورد بیگ هیت ساخته شد. شعر نوشته شده توسط لیدر گروه بی‌تی‌اس کیم نامجون از رابطه کیم سوک جین با حیوانات خانگی اش الهام گرفته شده‌است. این قطعه بخاطر فضای آرام ترانه با استقبال مثبت روبرو شد.
در تاریخ ۳ دسامبر سال ۲۰۲۰، کیم سوک جین دومین آهنگ انفرادی خود را به نام «پرتگاه» یک روز قبل از تولد ۲۸ سالگی خود منتشر کرد. آهنگ توسط کیم و لیدر گروه بی‌تی‌اس کیم نامجون، در کنار تهیه‌کنندگان رکورد بومزو و پیدیوجی ساخته شده‌است. شعر نوشته شده توسط کیم سوک جین، بومزو و کیم نامجون، الهام گرفته از احساس اضطراب، تردید و فرسودگی شغلی کیم است. در پستی در وبلاگ رسمی بی‌تی‌اس، کیم سوک جین دربارهٔ ناامنی‌هایش در مورد موسیقی و اینکه چگونه این احساسات تیره‌تر او را به نوشتن و انتشار آهنگ سوق داده‌است، صحبت کرد.

## هنر
او خواننده اصلی گروه است و می‌تواند گیتار بزند. در Kim Young-dae's 2019 novel BTS: The Review اعضای پانل گرمی اظهار داشتند که صدای او دارای کنترل نفس پایدار و قوی است و آن را صدا نقره ای نام دادند. روزنامه‌نگار Choi Song-hye که برای Aju News کار می‌کند، نوشت که تک آهنگ‌های بی‌تی‌اس مانند "روز بهاری" و "عشق دروغین" ثبات صوتی کیم سوک_جین را به نمایش می‌گذارند، در حالی که در طرف دیگر "Jamais Vu" این کار را برای دامنه احساسی او انجام داد. Hong Hye-min از روزنامه Korea Times صدای کیم سوک_جین را لطیف، غم‌انگیز، روحیه آزاد توصیف کرد و آن را عنصر برجسته در آهنگ "تجلی" دانست.منتقد Park Hee-a هنگام بحث دربارهٔ "تجلی"، اظهار داشت که کیم سوک_جین احساسی‌ترین احساسات آهنگ‌های انفرادی را در عاشق خودت باش:پاسخ داشت. در یه بررسی از "عشق دورغین" او گفت صدای کیم سوک_جین اثر آهنگ را اثبات می‌کند.

## تصویر عمومی

### انسان دوستی
در دسامبر ۲۰۱۸، کیم سوک جین برای جشن تولدش لوازم مختلفی را به «انجمن حمایت از حیوانات کره» اهدا کرد. وی همچنین ۳۲۱ کیلوگرم غذا به طرفداران حقوق حیوانات کره، یکی دیگر از سازمان‌های غیرانتفاعی حیوانات کره ای اهدا کرد.
از ماه مه ۲۰۱۸، او ماهانه اهدا کننده به یونیسف کره بوده و درخواست کرده‌است که کمک‌های مالی وی در آن زمان خصوصی بماند. آنها سرانجام پس از ورود وی به باشگاه افتخارات یونیسف در ماه مه ۲۰۱۹ به دلیل اهدای بیش از ۱۰۰ میلیون وون (حدود ۸۴۰۰۰ دلار آمریکا) تبلیغ شدند.

### نفوذ
در سال ۲۰۱۹، او از طریق داده‌های جمع‌آوری شده توسط شرکت تجزیه و تحلیل گالوپ کره، به عنوان سیزدهمین آیدل محبوب قرار گرفت. او از نظر محبوبیت در بین دختران ۱۳ تا ۱۹ ساله در کره جنوبی در رتبه ۶ قرار دارد.

## زندگی شخصی
از سال ۲۰۱۸، او در هانام دونگ سئول در کره جنوبی زندگی می‌کند. علاوه بر این، او و برادر بزرگترش در سال ۲۰۱۸ یک رستوران به سبک ژاپنی به نام اوسو سیروموشی در سئول افتتاح کردند.
گروه «BTS»‌ در ماه اکتبر اعلام کردند برای سربازی اجباری نام‌نویسی خواهند کرد و «جین»‌ نخستین عضو از این گروه خواهد بود که دوره سربازی را آغاز می‌کند. اعضای این گروه قصد داشتند پروژه‌های انفرادی را در پیش بگیرند و در سال ۲۰۲۵ پس از اتمام دوره خدمت هر هفت عضو،‌ به همدیگر ملحق شوند.
پس او به عنوان نخستین و بزرگترین عضو گروه «BTS» دوره ۱۸ ماهه سربازی اجباری را از اواخر آذر ۱۴۰۱ آغاز کرد.
هنگام اعزام او، حدود ۳۰۰ نفر از افراد نظامی،‌ پلیس و آتش‌نشان برای ایجاد امنیت در اطراف پادگان محل خدمت این خواننده که در منطقه یونچئون واقع بود،‌ حضور داشتند و ده‌ها نفر از طرفداران این گروه نیز برای خداحافظی با «جین»‌ در سرما تجمع کردند در حالی که هواشناسی کره جنوبی بارش برف را برای آن روز پیش‌بینی کرده بود.

## جوایز و نامزدی‌ها
| مراسم اهدای جایزه | سال  | بخش               | نامزد(ها)/کار(ها) | نتیجه    | Ref.  |
| ----------------- | ---- | ----------------- | ----------------- | -------- | ----- |
| جایزه موسیقی ملون | ۲۰۱۷ | بهترین موسیقی متن | «قطعاً تویی»       | نامزدشده | [ ۵ ] |